# Nycticorax megacephalus
Espèce
Statut de conservation UICN

 EX  : Éteint
Nycticorax megacephalus est une espèce d'oiseaux de la famille des ardéidés aujourd'hui disparue et autrefois endémique de l'île Rodrigues, dans l'océan Indien.
Son existence est avérée par un certain nombre d'os et par les observations de François Leguat réalisées en 1708 et celles de Julien Tafforet datant de 1726. Les premières précisent que l'oiseau était facile à attraper même s'il pouvait voler.
La chasse a probablement causé son extinction. Cette dernière survient avant 1761, date à laquelle Alexandre Guy Pingré visite l'île et constate l'absence de butors sur celle-ci.

## Informations complémentaires
- Faune endémique de Rodrigues
- Liste des espèces d'oiseaux disparues